# سنونو الأيكات
سنونو الأيكات أو المنغروف (الإنجليزية: Mangrove swallow) جنس سريعة الحركة (اللاتينية: Tachycineta albilinea) طائر من الجواثم في فصيلة طيور السنونو، التي تتكاثر في المناطق الساحلية من المكسيك مروراً بأمريكا الوسطى وصولاً إلى بنما. تكون أجزاءه العلوية فيروزية اللون، بينما تكون السفلية بيضاء اللون مع ريش الأجنحة داكن اللون وأرداف بيضاء وذيل أسود. يُمكن التعرف عليها من الخط الأبيض القريب من عينيها، والذي يُوجد في فصيلتين فقط من عائلة التاتشيسينيتا: السنونو البنفسجي الأخضر والسنونو ذو الردف الأبيض. يتشابه الجنسان في لون الريش، لكنهما يختلفان قليلاً في الحجم، حيث تكون الأجزاء العلوية للصغار رمادية بُنِّية بينما أجزاؤها السفلية بيضاء اللون. يُوصف غناء هذا السنونو بصفة عامة بالزقزقة الناعمة مع مقطوعات حادة.
يكون طائر سنونو الأيكات شديد التعلق بالمكان في مرحلة التكاثر ككل طيور سنونو الأشجار. تقوم ببناء أعشاشها عادةً في حفر أو صدوع بالقرب من الماء وعلى ارتفاع أقل من 2 متر (6.6 قدم) من سطح الأرض. عادةً ما تبحث هذه الفصائل عن الغذاء مُنفردة في مرحلة التكاثر ولكنها تكون في مجموعات دون ذلك، وعادةً ما تبحث عن الغذاء بالقرب من العش عندما يكون لصغارها، ولكنها تبعُد كثيراً عندما يكون لنفسها، كما تتم رؤيتها عادةً بالقرب من الماء خلال محاولاتها البحث عن طعام. إنها من آكلات الحشرات الطائرة وعادةً ما تأكل فرائس كبيرة نسبياً بالنسبة لحجمها.
بعدد قُدر بـ500،000 طائراً على الأقل، صنف الاتحاد الدولي لحفظ الطبيعة سنونو الأيكات بأنه غير مهدد. وعلى الرغم من أن أعدادها بدأت في التناقص، إلا أن هذا الأمر لا يستدعِ تصنيفها بأنها عرضة للانقراض. لا يُعرف إلا القليل عن افتراس هذه الفصائل على الرغم من أنها مُستضيفة لطفيل الاسترونوستوما هيروندينيس (اللاتينية: Sternostoma hirundinis)، نوع من السوس الأنفي، كما أنها تفقد أعشاشها بسبب النمل الأبيض والبعوض الأسود.

## التصنيف وأصل التسمية
تم وصف سنونو الأيكات رسمياً في عام 1863 كنوع من البيتروكيليدون ألبيلينيا، حيث وضع هذا الوصف عالم الطيور الأمريكي المبتدئ جورج نيوبولد لورانس. أما الجنس الحالي منها والذي هو تاتشيسينيتا كان وصفه الأصلي في عام 1850 والذي وضعته عالمة الطيور الألمانية جين كبانيس. اشتق اسم تاتشيسينيتا من الكلمة اليونانية القديمة تاكوكينيتوس، والتي تعني يتحرك بسرعة، فيما اشتقت ألبيلنيا من الكلمة اللاتينية ألبوس والتي تعني أبيض، ولنيا تعني والتي تعني خط.
تنتمي فصائل تاتشيسينيتا إلى عائلة السنونو من الطيور، وتندرج ضمن تحت عائلة الخطافات، والتي تشمل كل طيور السنونو وطيور الخطاف باستثناء طيور خطاف الأنهار المميزة جداً. تُشير دراسات تتابع الحمض النووي إلى أنه هناك ثلاث مجموعات رئيسية في فصيلة الهيروندينيني أو الفصيلة الخطافية، يرتبط تصنيفها بصورة عامة بنوع الأعشاش التي تبنيها. هذه الفصائل هي طيور خطاف المركز، والتي تضم أنواع مُنَقِّبة مثل سنونو الرمل والنوع الثاني مُتبنو الأعشاش، وهي الطيور التي تستخدم التجاويف الطبيعية، والنوع الثالث بناءوا الأعشاش الطينية مثل فصيلة طيور خطاف المنازل. تنتمي فصيلة تاتشيسينيتا إلى مجموعة مُتبنو الأعشاش.
تتميز كل الفصائل التسعة للتاتشيسينيتا بلون الظهر الأزرق أو الأخضر اللامع مع أجزاء سفلية بيضاء، فيما تتقارب الفصائل الخمسة ذات الأرداف البيضاء وهم، سنونو الأيكات وسنونو التومبس والسنونو بيضاء الجناح والسنونو بيضاء الكفل والسنونو التشيلي، في التصنيف، حيث يُكون الثلاثة الأوائل والاثنان الأخيران فصيلتين عليين. رسمياً، عُد سنونو التومبس، من سواحل بيرو، نويع من فصيلة سنونو الأيكات، لكن صوتها وسلوكها وبيانات السيتوكروم ب تُوضح أنه يجب اعتباره فصيلة مُنفصلة. كما أنه أيضاً يتميز عن سنونو الأيكات بفقدان الخط الأبيض وبالاختلاف الطفيف في الحجم.

## الوصف
سنونو الأيكات هو طائر صغير نسبياً، طوله ما بين 11–12 سنتيمتر (4.3–4.7 بوصة) ويَزِن حوالي 14 غرام (0.5 أونصة)، كما أن البالغ منها له أجزاء علوية ذات لون أزرق أو أخضر متقزح، وأجزاء سفلية وأرداف وأسفل ذيل وغطاء أجنحة بيضاء اللون، وذيل وريش أجنحة سوداء. يكون الريش الحديث أكثر إخضراراً وأكثر زُرقة مع تقدم العمر. أحياناً يكون للأجزاء السفلية خطوط سهمية الشكل داكنة وباهتة. المنقار صغير وله لون أسود طوله حوالي 11 ملليمتر (0.43 بوصة). حدقة العين لها لون بني داكن، تتفاوت ألوان الكاحل وأصابع القدم ما بين الأسود والبني الداكن، والأعراف سوداء وفوقها خط أبيض رفيع. يُوجد فصيلتان آخريتان من تاتشيسينيتا لهما هذه الخصيصة المُميزة: السنونو ذو اللون الأخضر البنفسجي والسنونو ذو الردف الأبيض. يتميز ذيل السنونو البالغ فقط بكونه متشعب قليلاً. يتشابه الجنسان لكنهما يختلفان قليلاً في الحجم. مقارنةً بالذكور فإن الإناث لها ذيول أطول قليلاً وأجنحة أقصر قليلاً. الصغار أجزائها العلوية لها لون بني رمادي باهت وأجزاء سفلية لها لون بني رمادي ممزوج بالأبيض. عادةً ما يكون للأجزاء العلوية للصغار لمعان أخضر رقيق. صوت سنونو الأيكات عبارة عن جييرررت أو تشرييت مُتكررة. عادةً ما يُوصف غناء السنونو بالزغردة الناعمة. وتستخدم نغمة قصيرة حادة.

## التوزيع
ينتمي سنونو الأيكات في الأصل إلى المكسيك وكل مناطق أمريكا الوسطى مثل بليز وجواتيمالا وهندوراس والسلفادور ونيكاراجوا وكوستاريكا وبنما وبيرو. يتواجد عادةً بالقرب من المُسطحات المائية المُنخفضة وغابات أشجار المنغروف والتي منها يأخذ اسمه الشائع، كما لوحظت أيضاً في المناطق الوحلية. في المكسيك، لا يتواجد سنونو الأيكات فوق ارتفاع 600 متر (2,000 قدم). في كوستاريكا، وُجِدَ على ارتفاع 1,000 متر (3,300 قدم)، لكنها عادةً تتواجد بين ارتفاع 500 متر (1,600 قدم) ومستوى سطح البحر. نادراً ما يتواجد في المناطق المُرتفعة. يُوجد سنونو الأيكات أيضاً متشرداً في الولايات المتحدة، حيث لُوحِظَ أول مرة عام 2002 في فلوريدا. على الرغم من أن سنونو الأيكات مقيم دائم في منطقته إلا أنه يقوم ببعض انتقالات ما بعد التكاثر.

## السلوك

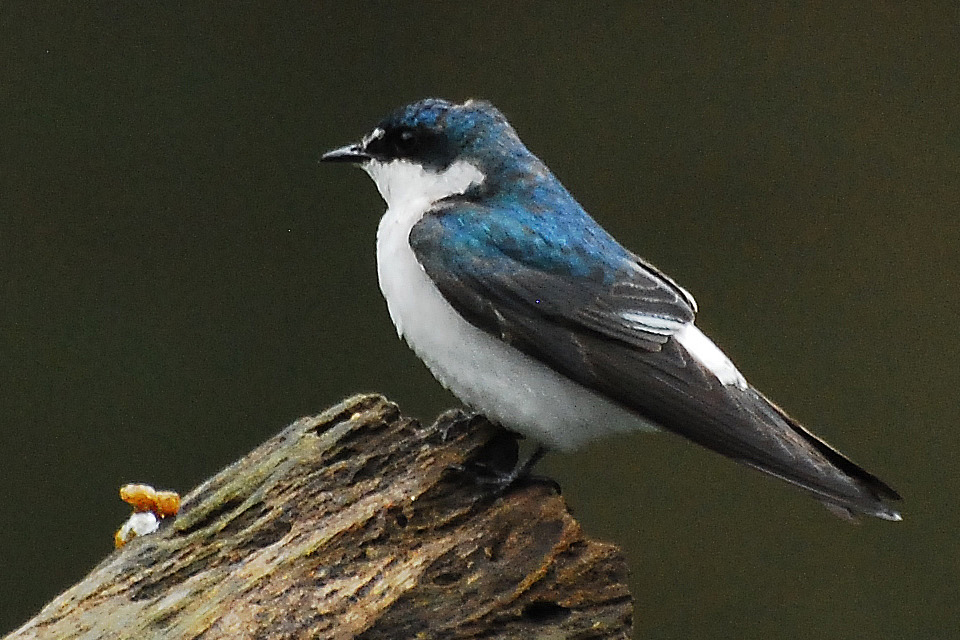
سنونو الأيكات جاثم على قطعة خشب.

يرتبط سنونو الأيكات بشدةً بالمياه المفتوحة والساكنة تماماً، ويتواجد عادةً في أسراب صغيرة فوق الأنهار والبحيرات عندما لا يكون في مرحلة التكاثر. عادةً ما يكون مسار رحلاته مستقيماً وعلى ارتفاع مُنخفض فوق المياه. يحلق سنونو الأيكات بخفقان أجنحة سريع مع بعض الانزلاقات الجوية. تتم مشاهدة سنونو الأيكات واقفاً بالقرب من المياه في محاولاته للبحث عن طعام.

### العادات
سنونو الأيكات هو طائر انعزالي؛ لذلك لا تتواجد أعشاشه أقرب من 50 متر (160 قدم) من بعضها، وعادةً ما تفصلهم عن بعضهم مسافة 300 متر (1,000 قدم). تُبنى الأعشاش نفسها في تجاويف طبيعية أو صناعية بالقرب من المياه، عادةً في جذع شجرة أو في شجرة ميتة. كما أنه ليس من الغريب عليها أن تسكن في أعشاش خشبية من صنع البشر. يبلغ عمق العُش عدة سنتيمترات ويُصنع من العشب، سوق النباتات، الطحالب، وبعض من الأوراق والعصي ويُبطن بالريش. يوجد العُش عادةً على ارتفاع أقل من 2 متر (7 قدم). على الرغم من أن العُش بُنيَ على ارتفاع منخفض نسبياً إلا أنه فوق ارتفاع مياه الفيضانات. تتضمن أماكن بناء الأعشاش فتحات الأشجار وشقوق الصخور والجسور.

### التكاثر

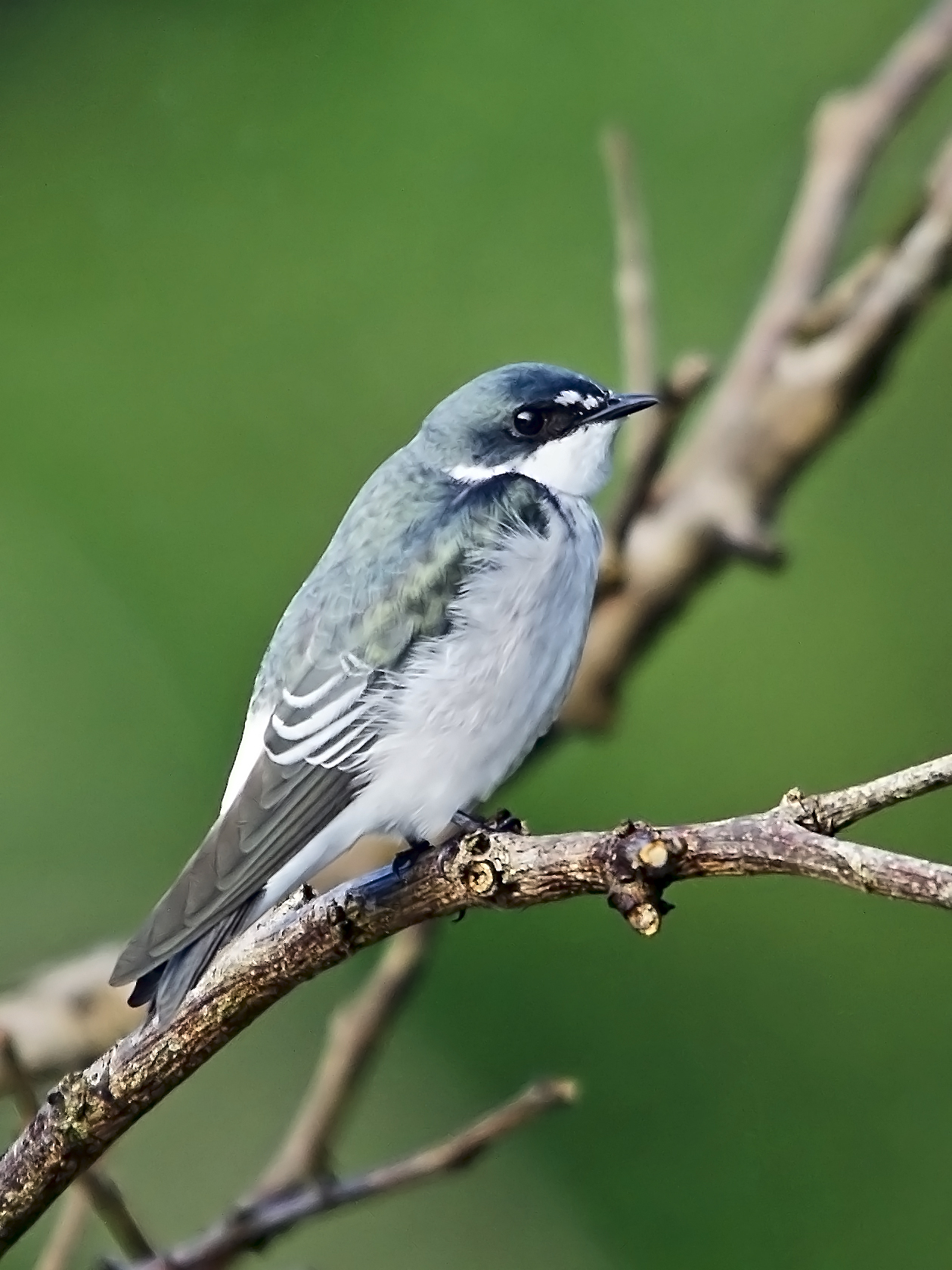
سنونوة أيكات جاثمة على إحدى الأغصان.

يضع سنونو الأيكات فرخين في أثناء موسم التكاثر والذي هو خمسة أشهر. تُشير البيانات إلى أن موسم التكاثر تقريبياً يبدأ من شهر يناير حتى شهر يولو في أمريكا الوسطى، ومن شهر مارس حتى شهر يونيو أو يوليو في المكسيك. كجميع طيور سنونو الأشجار فإن هذه الفصائل في فترة التكاثر تكون عدوانية جداً تجاه باقي أعضاء عائلة الهيروندينيني ومتعلقة جداً بمنطقة سيطرتها.
يُعد هذا السنونو أحادي الزواج مع بعض التزاوج الإضافي. على سبيل المثال، هناك حوالي 15% من الفِراخ وحوالي 25% من البيض تنمو خلال أبوة أزواج إضافية. تكون الأعشاش التي تحتوي على أزواج إضافية، في المتوسط، على بُعد 430 متر (1,410 قدم) من أقرب جار لها. ترتبط أيضاً الأزواج الإضافية بمُتسلسلة التناسل المُتزامن أو بنسبة خصوبة الإناث معاً. ترجع حقيقة أن وضع البيض لا يتزامن بين أفراد النوع إلى طول موسم التكاثر لسنونو الأيكات. كما يُظهر هذا السنونو سلوك خاص لضمان الأبوة. على سبيل المثال، الذكور تتعقب الإناث المخصبة أكثر من تعقب الإناث للذكور. فترة الخصوبة من ستة أيام قبل وضع أول بيضة إلى الثانية حتى وضع آخر بيضة.
يتراوح مجمل الموضوع من البيض ما بين ثلاث إلى خمس بيضات واللاتي يفقسن في خلال 17 يوماً. في المتوسط فإن قياسات البيضة 17.3 مـم × 12.8 مـم (0.68 بوصة × 0.50 بوصة) وتزن حوالي 1.6 غرام (0.056 أونصة). يفقس البيض بغير تزامن مع قدرة فقس حوالي 60%. يقوم الوالدان بإطعام الفِراخ لمدة 23-27 يوم حتى إنبات الريش. عادةً ما ينجح فرخ واحد فقط في تعلم الطيران في كل عُش.

### النظام الغذائي
يعيش سنونو الأيكات بصورة أساسية على نظام غذائي من الحشرات الصغيرة الطائرة ويشمل ذلك الأنواع الكبيرة مثل اليعسوب والنحل. الفرائس التي يتغذى عليها كبيرة بالنسبة لطائر في مثل حجمه. عادةً ما يتغذى هذا السنونو بالقرب من الخلجان والبحيرات والأنهار الكبيرة، ولكنه أحياناً يبحث عن الطعام على ارتفاع 30 متر (98 قدم) فوق المياه. عادةً ما تبحث عن الطعام في الصباح الباكر ومتأخراً في فترة بعد الظهر، والأفراخ تُطعم بعد شروق الشمس مباشرةً وقبل غروبها. عادةً ما يقوم السنونو - في غير موسم التكاثر- بالبحث عن الطعام في أسراب صغيرة، لكن في موسم التكاثر فإنها تبحق عن الطعام منفردةً أو في أزواج.
يبقى سنونو الأيكات دائماً في نطاق 100 متر (330 قدم) من العُش عند البحث عن الطعام للفِراخ، لكن عندما تصطاد لنفسها فقد سُجِل أنها تذهب بعيداً عن عُشها بمسافة 200 متر (660 قدم). عادةً فإنها تتغذى في محيط منطقة سيطرتها.

## المفترسون والطفيليات
لا يُعرف الكثير عن مُفترسي وطفيليات سنونو الأيكات، مع ذلك فإنها تفقد أعشاشها بسبب النمل الأبيض والذباب الأسود. الذباب الأسود محلي بصورة أساسية ولا يؤثر إلا على صناديق الأعشاش الصناعية. يرتبط انتشار الذباب بوجود مجاري مياه قريبة كما يعتمد على الحالة الجوية. هذا السنونو مُستضيف لطفيل الاسترونوستوما هيروندينيس، والذي هو نوع من سوس الأنف.

## الحالة
قام الاتحاد العالمي لحفظ الطبيعة عام 2016 بتصنيف سنونو الأيكات بأنه غير مُهدد. وهناك بعض الأدلة التي تثبت أن أعدادها في تراجع؛ وذلك يرجع إلى فقد موطنها أو استخدام المبيدات الحشرية. ويرجع تصنيف هذه الأنواع بأنها نوع مهدد بخطر انقراض أدنى لأعدادها الهائلة والتي تُقدر بأكثر من 500,000 طائر، ونطاق تواجدها الواسع جداً والذي يُقدر بحوالي 3,170,000 كيلومتر مربع (1,220,000 ميل2). على الرغم من أن أعدادها تتناقص إلا أنها لا تتناقص بصورة سريعة تكفي لتصنيفها فصائل عُرضة للانقراض.